# 1996 VY38
1996 VY38 är en asteroid i huvudbältet som upptäcktes den 7 november 1996 av Beijing Schmidt CCD Asteroid Program vid Xinglong-observatoriet.
Asteroiden har en diameter på ungefär 4 kilometer.